# Sten Risberg (ingenjör)
Ernst Wilhelm Sten Risberg, född den 30 maj 1910 i Revsunds församling, Jämtlands län, död den 6 april 1983 i Stockholm, var en svensk ingenjör.
Risberg avlade studentexamen i Uppsala 1935 och examen från Stockholms tekniska institut 1941. Han anställdes vid Lumalampan sistnämnda år och blev chefingenjör vid Coromantfabriken inom Sandvikens jernverksaktiebolag 1951. Risberg var förbundsordförande i Svenska industritjänstemannaförbundet 1964–1970 samt styrelseledamot i Riksförbundet mot alkoholmissbruk och vice ordförande i dess arbetsutskott från 1978.